# Francesco Ticciati
Francesco Ticciati   (Roma, 20 de desembre de 1893 - Amersham, 10 de febrer de 1949) fou un compositor, pianista de concerts, professor de piano i professor.
Nascut a Roma, va estudiar a l'"Accademia Nazionale di Santa Cecilia ", estudiant piano amb Francesco Baiardi, direcció amb Giacomo Sentaccuoli i composició amb Ottorino Respighi. Cap al final de la Primera Guerra Mundial, Francesco va viatjar a Anglaterra i el 1920 es va casar amb Maria Stierli, amb qui va tenir una filla, Maeve i un fill, Niso.
El 21 de setembre de 1920 va interpretar el primer concert de Mendelssohn, i el 9 d'octubre del mateix any, la transcripció de Ferrucio Busoni de la Rhapsodie espagnole de Liszt, una setmana després debutà en un recital a la sala Wigmore; aquest programa contenia peces preferides que encara tocava 20 anys després: el Concert italià de Bach, la sonata Waldstein de Beethoven, el Cjt minor de Chopin Scherzo, Berceuse, Fantasia-Impromptu i Al> Polonaise i els tres Paganini Etudes, de Liszt - Capriccio, La chasse, ...i La campanella.
A la primera nit de la temporada de promoció de 1921, Francesco va contribuir amb el "Weber Konzertstück". Va actuar de nou el 25 d'agost i va estrenar el seu Poema gregoñano, "un concert de tres moviments compost a Londres a finals de l'any anterior per mostrar com encara es podien usar els tons gregorians, que es fixen enrere als antics grecs". Va continuar tocant al Proms durant molts anys, interpretant el Concert emperador de Beethoven, la transcripció de Liszt de Busoni i la seva molt admirada Poema gregoñano, entre d'altres.
Durant un temps va ser director musical al Teatro dei Piccolo (la famosa companyia Marionette fundada per Vittorio Podrecca el 1923). Durant aquest període també va fer moltes actuacions de gran abast a Anglaterra, incloent tant com a pianista i compositor a Robert Newman en els "Concerts Promenade" al "Queen Hall", amb Sir Henry Wood com a conductor.
El 1927 va formar un trio que va incloure el flautista Albert Fransella (1865–1935) i Leon Goossens (1897–1988), per a qui va compondre un concert que després va ser dirigit per Sir Thomas Beecham el 1929. Altres socis van incloure Angel Grandi, Frida Dancyger i Manilo Di Veroli.
El gener del 1937 "The Musical Times" el va enregistrar superant l'examen escrit per "Doctor of Music a la Universitat" de Londres, a través del "Trinity College", la seva tesi era una Simfonia en F.
Francesco es va convertir en ciutadà britànic el 1936, el 1942 es va convertir en professor de música de les tropes. La BBC va procedir a oferir-li un sou important de 800 lliures per cobrir tota la retransmissió que pogués fer, però Francesco va rebutjar l'oferta, dient que necessitava més temps per a la composició.
En els seus últims anys es va establir a Amersham, on va viure al "The Music Studio, Chesnut Close", fins a la seva mort el 1949. Va ser una figura destacada dins la població de la música d'Amersham, sovint ensenyant i donant xerrades.

En un article titulat "El naixement d'una dinastia: recordar a Francesco Ticciati", escriu l'escriptor Leo Black; 'El nom s'ha associat a formes d'art des de l'època de l'escultor i arquitecte Girolamo Ticciati (1671-1744)
El seu fill Niso Ticciati (1924-1972) va ser un compositor i arranjador, entre els seus nets hi ha la dissenyadora Giovanna Ticciati i entre els seus besnets hi ha el violinista Hugo Ticciati i el director d'orquestra Robin Ticciati. Robin Ticciati va debutar a "The Proms" com a director d'orquestra el 2010 als 27 anys.